# Андрей (Борковский)
Епи́скоп Андре́й (в миру А́нджей Борко́вский, пол. Andrzej Borkowski; 6 октября 1974, Белосток, Польша) — архиерей Польской православной церкви, епископ Супрасльский, викарий Белостокской епархии.

## Биография
В 1993—1996 годах обучался в Варшавской высшей православной духовной семинарии.
8 июня 1993 года поступил в Супрасльскую лавру. 29 июля 1995 года архиепископом Белостокским Саввой (Грыцуняком) был пострижен в рясофор, а 30 июля рукоположён во иеродиакона тем же владыкой.
С 1996 года обучался на православном отделении Варшавской христианской богословской академии.
10 сентября 1998 году принял монашество с именем Андрей в честь преподобного Андрея Критского, а 12 сентября того же года был рукоположён в сан иеромонаха. Постриг и рукоположение совершил архиепископ Белостокский Савва (ныне — предстоятель Полькой православной церкви).
В 1999 году окончил Варшавскую христианскую богословскую академию со степенью магистра богословия. В том же году поступил в докторантуру той же академии.
С 1999 по 2001 год являлся директором архива Варшавской митрополии и священником Михаило-Архангельской часовни при митрополичьем доме, а также наставником юношества Мариинского прихода в Варшаве. 3 апреля 2000 года был возведён в сан игумена.
С 2002 по 2005 год стажировался в Богословском институте Афинского университета в Греции, для чего прервал докторантуру в Варшавской христианской академии. Одновременно, с 2003 по 2008 год, осуществлял пастырские обязанности в афинском приходе святого Поликарпа Смирнского. 21 марта 2005 года получил диплом церковно-исторической кафедры Афинской богословской школы, подтверждающий степень магистра богословия. В том же году продолжил обучение в докторантуре той же богословской школы. Окончил курс 5 марта 2009 года, с присуждением диплома доктора богословия в сфере истории Церкви по итогам защиты диссертации на тему «Отношение древних Патриархатов Востока к церковной унии в Речи Посполитой в последних двух десятилетиях XVI века». Научная степень доктора богословия была нострифицирована в Варшавской христианской богословской академии решением совета богословского факультета от 10 декабря 2009 года.
С 2008 по 2010 год являлся референтом и секретарём Люблинского епархиального управления, а также инспектором православной катехизации и духовным наставником православного студенчества Люблинской епархии.
23 ноября 2010 года был назначен исполняющим обязанности наместника Благовещенской лавры в городе Супрасле. С 24 сентября 2011 года — наместник обители.
20 марта 2012 года был возведён в достоинство архимандрита. В том же году стал адъюнкт-профессором православной богословской кафедры Белостокского университета.
Входил в делегацию Польской православной церкви на Критском Соборе, проходившем с 16 по 27 июня 2016 года.
29 июня 2017 года получил учёную степень хабилитированного доктора по решению совета богословского факультета Варшавской христианской богословской академии.

### Архиерейство
24 августа 2017 года на Архиерейском Соборе Польской православной церкви был избран епископом Супрасльским, викарием Белостокской епархии.
Хиротония во епископа последовала 27 сентября того же года в Белостокском Никольском соборе. Рукоположение совершили митрополит Варшавский и всей Польши Савва в сослужении владык Польской Церкви архиепископов Люблинского Авеля (Поплавского), Белостокского Иакова (Костючука), Вроцлавского Георгия (Паньковского); епископов Перемышльского Паисия (Мартынюка), Бельского Григория (Харкевича), Лодзинского Афанасия (Носа) и Гайновского Павла (Токаюка), а также архиереев из других поместных Церквей: митрополитов Владимиро-Волынского Владимира (Мельника), Дидимотихского Дамаскина (Карпафакиса) и Китрского Георгия (Хрисостому); епископов Маргветского Мелхиседека (Хачидзе), Месаорийского Григория (Хаджиураниу) и Бобруйского Серафима (Белоножко).